# Nyambwezi Falls
Nyambwezi Falls – wodospad w Zambii w Prowincji Północno-Zachodniej o wysokości 20 metrów. W jego pobliżu znajdują się koleby z petroglifami i innymi pozostałościami z epoki kamienia.